# El mundo al final del tiempo
El mundo al final del tiempo (título original: The World at the End of Time) es una novela de ciencia ficción escrita por Frederik Pohl.

## Argumento
La novela narra dos historias paralelas. Por una parte, la de Wan-To, un ser hecho de plasma que vive dentro de estrellas y puede manipular a su antojo materia y energía, siendo sólo describible en términos humanos cómo sobrenatural. Wan-To se halla en guerra con sus hijos/hermanos (como son creaciones suyas son hijos, pero como los ha hecho a su imagen y "casi" semejanza son hermanos), y lucha contra ellos destruyendo las estrellas en las que habitan, y evitando ser destruido. Por otra parte, la historia de Viktor Sorricane, un adolescente descriogenizado que se dirige en una nave espacial a poblar un nuevo planeta habitable. En el transcurso de la novela Viktor irá creciendo y evolucionando así como la raza humana en ese nuevo planeta.